# Wereldkampioenschap handbal vrouwen 1965
Het 3de wereldkampioenschap handbal voor vrouwen vond plaats van 7 tot 11 november 1965 in West-Duitsland. Acht landenteams namen deel aan de strijd om de wereldtitel.

## Voorronde

### Groep A
| Land           | Wed | W | G | V | DV | DT | +/− | Ptn |
| -------------- | --- | - | - | - | -- | -- | --- | --- |
| Joegoslavië    | 3   | 3 | 0 | 0 | 28 | 15 | 13  | 6   |
| West-Duitsland | 3   | 2 | 0 | 1 | 26 | 20 | 6   | 4   |
| Denemarken     | 3   | 1 | 0 | 2 | 21 | 27 | -6  | 2   |
| Japan          | 3   | 0 | 0 | 3 | 21 | 34 | -13 | 0   |

| Joegoslavië    | 11 – 6 | Denemarken     |
| West-Duitsland | 15 – 7 | Japan          |
| Denemarken     | 10 – 9 | Japan          |
| Joegoslavië    | 8 – 4  | West-Duitsland |
| West-Duitsland | 7 – 5  | Denemarken     |
| Joegoslavië    | 9 – 5  | Japan          |

### Groep B
| Land              | Wed | W | G | V | DV | DT | +/− | Ptn |
| ----------------- | --- | - | - | - | -- | -- | --- | --- |
| Hongarije         | 3   | 3 | 0 | 0 | 31 | 15 | 16  | 6   |
| Tsjecho-Slowakije | 3   | 1 | 1 | 1 | 27 | 22 | 5   | 3   |
| Roemenië          | 3   | 1 | 0 | 2 | 18 | 21 | -3  | 2   |
| Polen             | 3   | 0 | 1 | 2 | 16 | 34 | -18 | 1   |

| Roemenië          | 4 – 4  | Polen             |
| Hongarije         | 7 – 4  | Tsjecho-Slowakije |
| Hongarije         | 9 – 6  | Roemenië          |
| Tsjecho-Slowakije | 15 – 7 | Polen             |
| Roemenië          | 8 – 8  | Tsjecho-Slowakije |
| Hongarije         | 15 – 5 | Polen             |

## 7de/8ste plaats
| Japan | 6 – 5 | Polen |

## 5de/6de plaats
| Denemarken | 10 – 9 | Roemenië |

## Bronzen finale
| West-Duitsland | 11 – 10 | Tsjecho-Slowakije |

## Finale
| Hongarije | 5 – 3 | Joegoslavië |

## Eindrangschikking
| Rang   | Team              |
| ------ | ----------------- |
| Goud   | Hongarije         |
| Zilver | Joegoslavië       |
| Brons  | West-Duitsland    |
| 4      | Tsjecho-Slowakije |
| 5      | Denemarken        |
| 6      | Roemenië          |
| 7      | Japan             |
| 8      | Polen             |